# روري كنيدي
روري كنيدي (بالإنجليزية: Rory Kennedy)‏ (و. 1968 – م) هي مخرجة سينمائية، ومنتجة أفلام، وكاتبة، وممثلة من الولايات المتحدة الأمريكية ولدت في واشنطن العاصمة.

## التعليم
تعلمت في جامعة براون.

## جوائز
حصلت على جوائز منها جوائز الإيمي برايم تايم.

## روابط خارجية
- روري كنيدي على موقع IMDb (الإنجليزية)
- روري كنيدي على موقع ألو سيني (الفرنسية)
- روري كنيدي على موقع أول موفي (الإنجليزية)
- روري كنيدي على موقع قاعدة بيانات الأفلام السويدية (السويدية)
- روري كنيدي على موقع قاعدة بيانات الفيلم (الإنجليزية)
- روري كنيدي على موقع كينوبويسك (الروسية)